# Juan Antonio López Toribio
Juan Antonio López Toribio (Barcelona, España, 13 de junio de 1966) es un exfutbolista español que se desempeñaba como defensa.

## Clubes
| Club             | País   | Año       |
| ---------------- | ------ | --------- |
| R. C. D. Español | España | 1985-1986 |
| C. P. Mérida     | España | 1991-1997 |